# Lobostemon fruticosus
Lobostemon fruticosus là loài thực vật có hoa trong họ Mồ hôi. Loài này được (L.) H. Buek mô tả khoa học đầu tiên năm 1837.